# Glaphyra unanimis
Glaphyra unanimis là một loài bọ cánh cứng trong họ Cerambycidae.